# Bernabé (nombre)
Bernabé es un nombre propio masculino de origen hebreo en su variante en español. El nombre proviene del griego antiguo o del arameo Βαρναβᾶς (Barnabás) o בר נביא (bar nəḇiyyā, bar naḇyā), que significa "Hijo de la Profecía" o, literalmente, "Hijo del Profeta", de בּר (bar, “hijo de”) y נְבִיָּא (nəḇiyyā, “profeta”). Asimismo, el texto griego de Hechos 4:36 explica el nombre como υἱός παρακλήσεως (hyios paraklēseōs), es decir, "hijo de la consolación". Bernabé fue uno de los primeros apóstoles del cristianismo y fue discípulo de Jesucristo (Lucas 10:1). Nacido en Chipre, fue un judío de origen que pertenecía a la tribu de Leví. Vivió durante el siglo I.

## Santoral
- 11 de junio: San Bernabé, apóstol.

## Variantes
- Femenino: Bernabea.

### Variantes en otros idiomas
| Variantes en otras lenguas | Variantes en otras lenguas |
| -------------------------- | -------------------------- |
| Español                    | Bernabé                    |
| Alemán                     | Barnabas                   |
| Catalán                    | Bernabé                    |
| Checo                      | Barnabà                    |
| Danés                      | Barnabas                   |
| Esperanto                  | Barnabaso                  |
| Euskera                    | Bernaba                    |
| Finés                      | Barnabas                   |
| Francés                    | Barnabé                    |
| Gallego                    | Barnabé                    |
| Griego                     | Βαρνάβας (Barnábas)        |
| Hebreo                     | בר נביא (Barnaḇyā)         |
| Húngaro                    | Barnabás                   |
| Inglés                     | Barnabas                   |
| Islandés                   | Barnabas                   |
| Italiano                   | Barnaba, Bernabò           |
| Latín                      | Barnabas                   |
| Lituano                    | Barnabas                   |
| Neerlandés                 | Barnabas                   |
| Noruego                    | Barnabas                   |
| Polaco                     | Barnaba                    |
| Portugués                  | Barnabé                    |
| Rumano                     | Barnaba                    |
| Ruso                       | Варнава (Varnava)          |
| Sardo                      | Barnaba                    |
| Serbio                     | Варнава (Varnava)          |
| Sueco                      | Barnabas                   |